# Birni N’Gaouré
Birni N’Gaouré – miasto w Nigrze, w regionie Dosso, w departamencie Boboye. Według danych szacunkowych na rok 2007 liczy 25 029 mieszkańców.